# Sozialer Wohnungsbau in München
Sozialer Wohnungsbau in München datiert mit dem Bauprogramm, das der Münchner Stadtrat 1918 zum ersten Mal aufgelegt hat. In dem Programm werden Mittel bereitgestellt, die vor allem den Münchner Wohnungsbaugenossenschaften, -vereinen und -gesellschaften zugutekommen sollen.
Der Soziale Wohnungsbau wurde auch in München nach dem Ersten Weltkrieg auf der politischen Agenda weit vorne platziert und in der Weimarer Republik sowie dem 3. Reich vorangetrieben. Nach dem Zweiten Weltkrieg wurden in den 1960er Jahren ganze Trabantenstädte auf dem Reißbrett entworfen. In den 1980ern stellte der Bund seine Förderungsprogramme ein. Seit der Wiedervereinigung werden in München öffentliche und private Bauträger mit einem detailliert geregelten kommunalen Baurecht bei ihren Bauvorhaben begleitet.

## Vorkriegszeit
Seit 1918 legte der Münchner Stadtrat jährlich ein Bauprogramm von mehreren Millionen Mark auf, dessen Mittel vor allem den Münchner Wohnungsbaugenossenschaften, -vereinen und -gesellschaften zugutekamen. 1923 wurden in München 27.696 amtlich registrierte Wohnungssuchende gezählt. Viele Münchner lebten in beengten und hygienisch desolaten Verhältnissen. Bereits 1927 stellte der Münchner Wohnungsreferent Karl Sebastian Preis in seiner Denkschrift zum Münchner Wohnungswesen die These auf: „Die Wohnungsfrage ist die brennendste aller sozialen Fragen“.

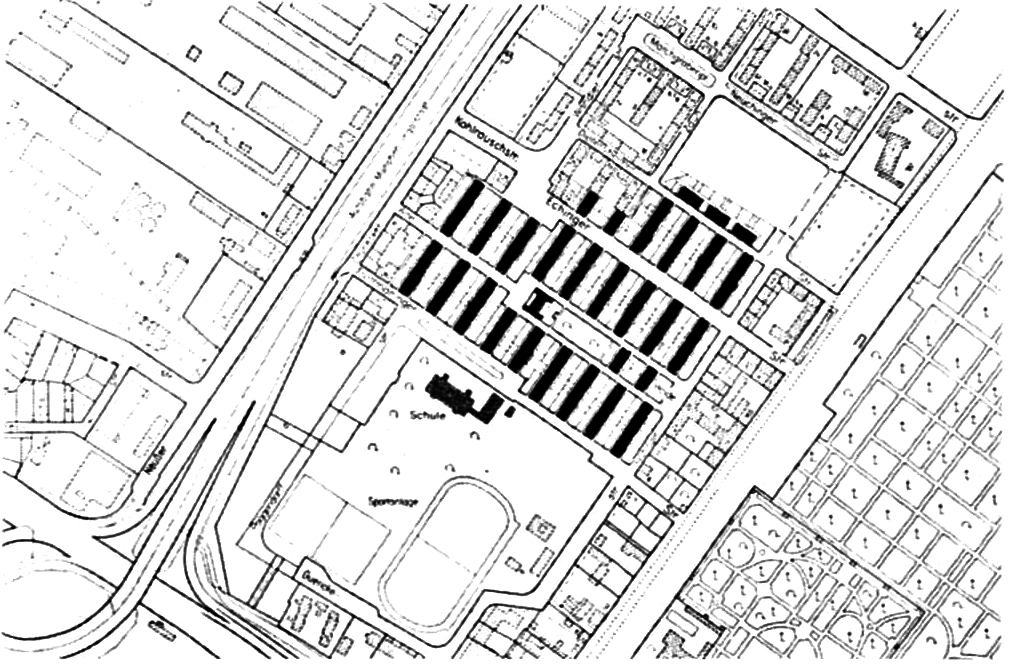
Lageplan Gartenbausiedlung Alte Heide

Im Laufe der 1920er Jahre begannen Kommunen wie Wien, Berlin oder München in Eigenregie ganze Quartiere zu errichten, um die Bevölkerung mit gemeinnützigen und günstigen Mietwohnungen zu versorgen – der Beginn des sozialen Wohnungsbaus. Neben einer staatlichen Mietpreisbremse, der „Friedensmiete 1914“, kam es 1925 auch zu einer Abgabe auf Eigentum von Immobilien, der sogenannten Hauszinssteuer, die der Subventionierung des Wohnungsneubaus dienen sollte.
Die Errichtung des Gartenwohnparks Alte Heide von 1919 bis 1928 nach Plänen Theodor Fischers umfasste 26 dreigeschossige Parallelzeilen ohne Hinterhof. Die Wohnungen konnten quer gelüftet werden, besaßen ein Bad und ein WC. Zwischen den Gebäudeblöcken befanden sich Kleingärten. 300 von 722 Einheiten waren Sozialwohnungen zu günstigen Mieten.
Während der ersten Jahre der nationalsozialistischen Diktatur wurde die Errichtung von Wohnsiedlungen in vorstädtischer Randlage, bestehend aus Einfamilien- und Doppelhäusern auf großen Gartengrundstücken vorangetrieben. Die Nationalsozialisten sahen im Siedlungsbau in Fortführung der Politik der Vorgängerregierungen auch eine mittelfristige Arbeitsbeschaffungsmaßnahme.

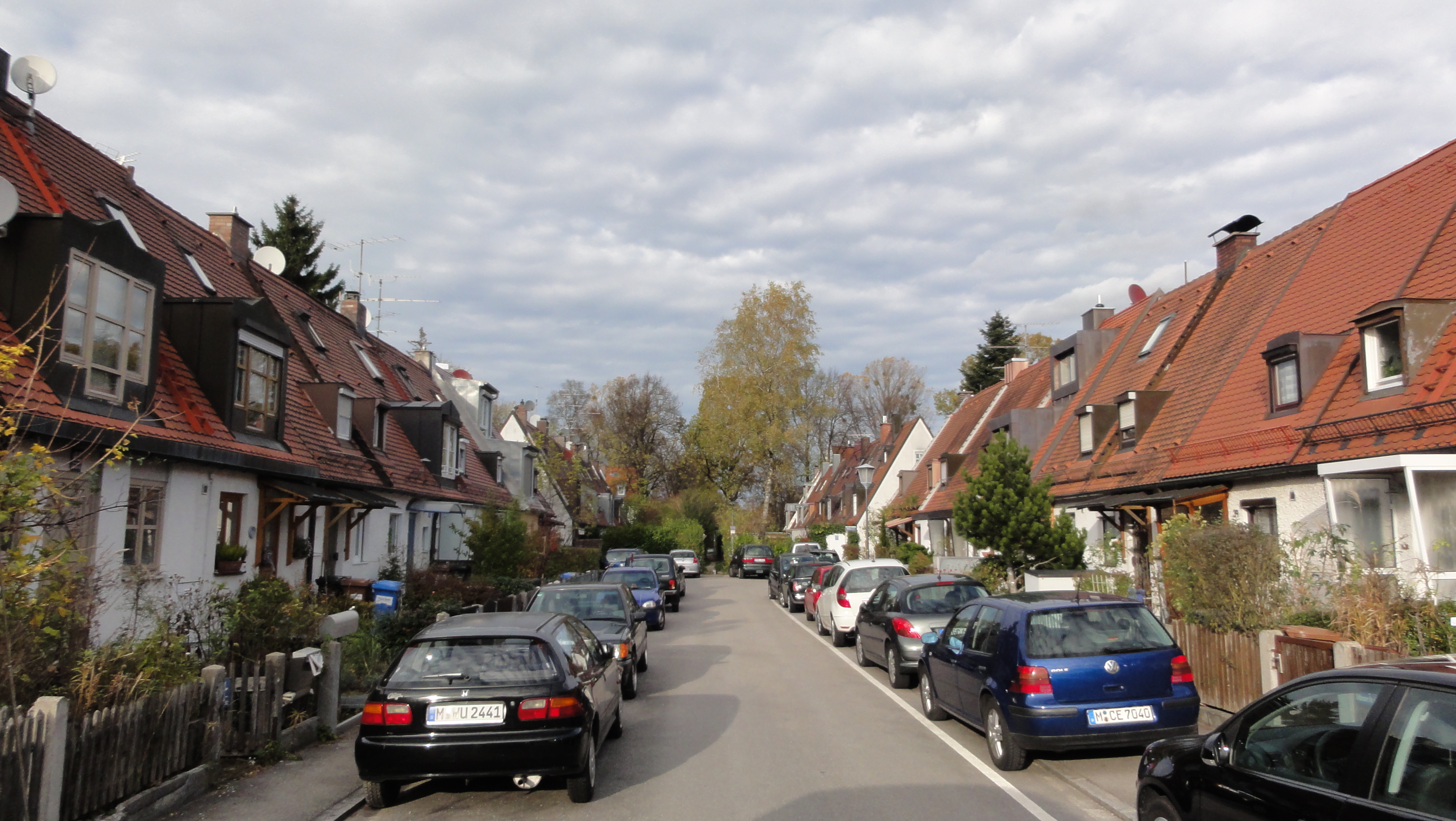
Heilbrunner Str.: Einige verbliebene Gebäude aus der Zeit zwischen 1936 und 1939

Mit Siedlung konnte ein geschlossener Blockbau mit ausreichender Innenhofgröße oder eine einheitlich gestaltete Großanlage im mehrgeschossigen Zeilenbau in neu erschlossenem Terrain oder eine in ländlichem Stil gestaltete Heimstättenanlage aus mehreren Eigentumshäusern mit einem hohen Anteil von Grünflächen gemeint sein.
Bis 1937 kam es zu einer Steigerung auf jährlich 5.000 Neubauwohnungen in München. 1942 wurde der Wohnungsbau wegen des Krieges eingestellt. Für die Maikäfersiedlung in Berg am Laim entstanden von 1936 bis 1939 Reihen- und Einfamilienhäuser mit Garten für 4.000 Menschen, darunter dreigeschossige Mehrfamilienhäuser mit Wohnflächen von 33 bis 55 m² mit sieben verschiedenen Grundrisstypen.

## Nachkriegszeit bis Mitte der 70er Jahre
Die bayerische Verfassung von 1946, Art. 83, Abs. 1, ordnet „Ortsplanung, Wohnungsbau und Wohnungsaufsicht“ als Felder der Wohnungspolitik den Gemeinden zu. Auf Bundesebene verankerte 1950 das Erste Wohnungsbaugesetz den sozialen Wohnungsbau.

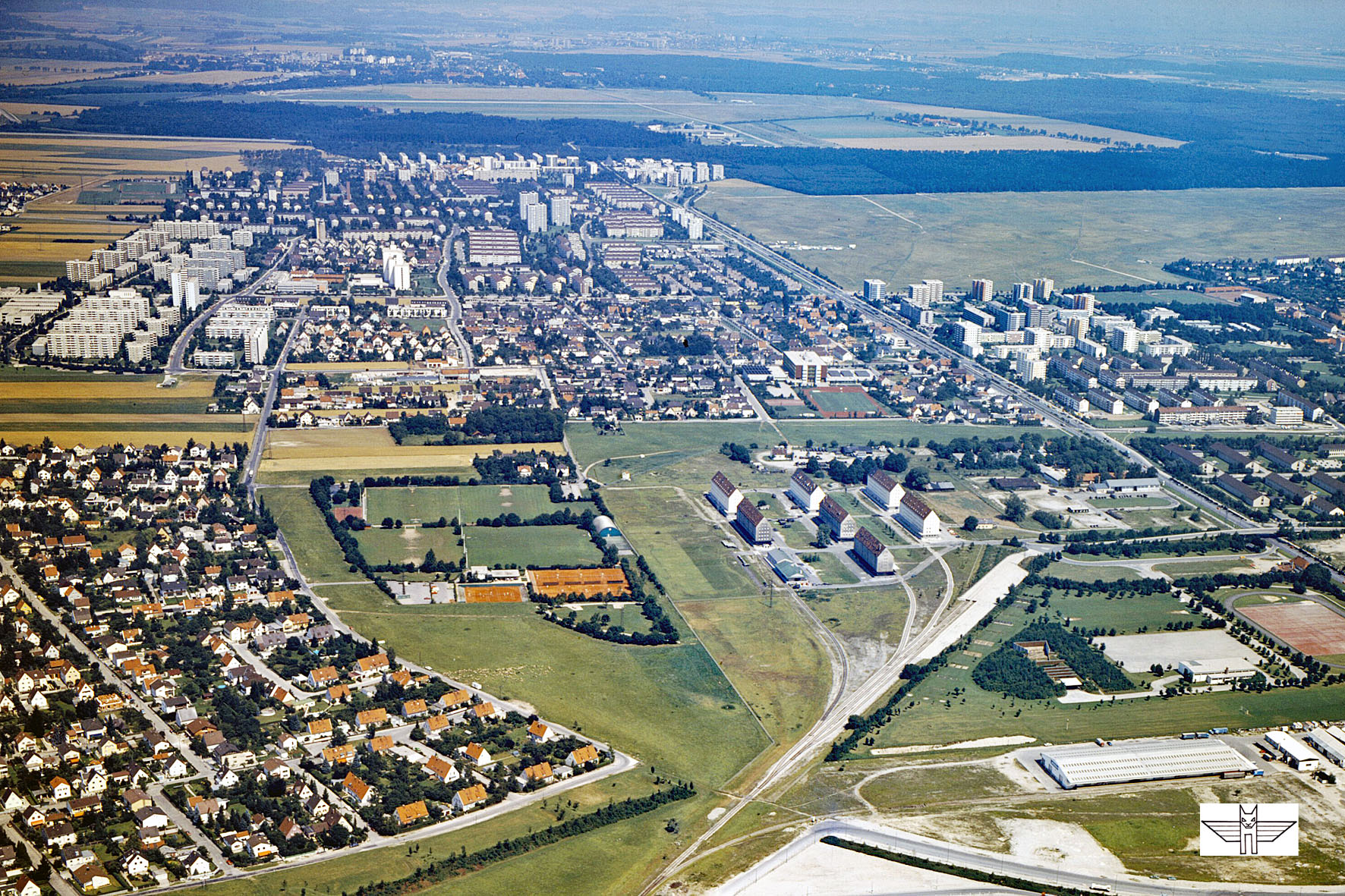
Stadtteil Hasenbergl mit Panzerwiese im Hintergrund

1956 fehlten in Bayern 440 000 Wohnungen für eine Million Menschen. Das zweite Wohnungsbaugesetz von 1956 richtete sich auf die Förderung von Quantität und Qualität im Wohnungsbau, einschließlich wirkungsvoller Fördermöglichkeiten.
München setzte sich 1960 mit dem „Gesamtplan zur Behebung der Wohnungsnot“ 125.000 neue Wohnungen innerhalb von 6 Jahren zum Ziel. Zwischen 1960 und 1968 entstanden so im neuen Stadtteil Hasenbergl 8.125 geförderte Wohnungen in Zeilen- und Punkthochhäusern für 25.000 Menschen. Wegen eines zu hohen Sozialwohnungsanteils, schlechter Verkehrsanbindung, unzureichenden Betreuungseinrichtungen für Kinder, sowie zu wenigen Einkaufsmöglichkeiten entwickelte sich das Hasenbergl allerdings zu einem ersten "sozialen Brennpunkt" in München.
Unter dem Oberbürgermeister Hans-Jochen Vogel erreichte der Soziale Wohnungsbau in München seinen Höhepunkt mit der „Entlastungstadt“ Neuperlach von 1967, der Fertigstellung des Olympischen Dorfes 1972 und einer geplanten, aber damals nicht verwirklichten Trabantenstadt bei Freiham im Westen.

## 80er Jahre bis zur Gegenwart
1986 stellte der Bund die Förderungen für den Sozialen Wohnungsbau komplett ein. Die Bundesländer konnten die fehlenden Mittel nicht ersetzen, so dass die Fertigungszahlen sanken. 1989 entstand das erste städtische wohnungspolitische Handlungsprogramm „Wohnen in München“. Für Haushalte mit mittlerem Einkommen wurde 1996 das „München Modell“ aufgelegt, zunächst zur Wohneigentumsbildung. 2001 wurde es um die Teilprogramme "München Modell-Miete" und "München Modell-Genossenschaft" ergänzt.
Die städtischen Wohnungsbauunternehmen GWG, GEWOFAG und HEIMAG, alle in der Weimarer Republik gegründet, hatten bis 1988 einen Bestand von etwa 50-000 Wohnungen aufgebaut. 2013 kam es in Bayern zu einem großen Ausverkauf von staatlichen GBW-Wohnungen, 30.000 zum Kaufpreis von 2,45 Milliarden Euro.
Das 6. städtische Wohnungsbauprogramm umfasste den Zeitraum von 2016 bis 2020 und hielt 870 Millionen Euro für jährlich 4.000 neue Wohnungen bereit. Städtischer Grund wurde nur noch an städtische Wohnungsbaugesellschaften verkauft oder an Genossenschaften oder private Bauherren im Erbbaurecht vergeben.
Mit dem Programm „Wohnen in München VII“ stellt die Stadt von 2023 bis 2028 zwei Milliarden Euro für den Sozialen Wohnungsbau bereit. 275 Millionen Euro an Zuschüssen für die Münchner Wohnen und andere gemeinnützige Wohnformen wie Genossenschaften sollen den Neubau ankurbeln. Laut Planungsreferat stellten die kommunalen Baugesellschaften 2023 bis Anfang November etwa 1200 Wohnungen fertig. Seit 2022 haben GEWOFAG und GWG auf dem Weg eines Vorkaufsrechts in Gebieten, die vor Gentrifizierung geschützt werden sollen, ihren Bestand um 900 erweitert und dafür 461 Millionen Euro ausgegeben.

## Soziale Bodennutzung
Schon Anfang der 1970er verwies Hans-Jochen Vogel auf die exorbitanten Steigerungen der Preise für Wohnbauland, auch wegen der aus öffentlichen Geldern bezahlten Infrastruktur. Alle Versuche, das Bundesbaugesetz um eine Abschöpfung des Planwertgewinnes zu ergänzen, scheiterten seitdem regelmäßig.
1994 wurde in München die sogenannte Soziale Bodennutzung SoBoN eingeführt. Die verkaufsbereiten Grundbesitzer wurden zu einer Beteiligung an den Infrastrukturkosten durch kommunales Baurecht in einem städtebaulichen Vertrag verpflichtet. So sparte sich die Stadt bis 2012 etwa 500 Millionen Euro für den Bau von Kindertagesstätten und Grundschulen mit Betreuungsplätzen für mehr als etwa 10.000 Kinder ein. Außerdem wurden Sozialwohnungsanteile von 30 bis 40 % festgelegt. Bis 2012 wurden mit Hilfe der SoBoN in 119 Bebauungsplänen 35.000 Wohnungen fertiggestellt, davon 26,4 % gefördert.
Zwischen 2017 und 2021 wurde die SoBoN reformiert. Der geförderte und preisgedämpfte Wohnungsbau wurde auf 60 % erhöht, die Sozialbindung von 25 auf 40 Jahre. 80 % der neu erstellten Wohnungen müssen Mietwohnungen bleiben. 50 % Eigentumswohnungen sind erlaubt, wenn 50 % der Grundstücksflächen an die Stadt München oder Wohnungsbaugenossenschaften verkauft werden.

## Zukunftsbetrachtungen
Bei einem Runden Tisch im Sommer 2018 entwickelten Experten aus München „Visionen zur Zukunft des Wohnens“. Die Möglichkeiten der Nachverdichtung in bestehenden Stadtvierteln sollten auf die Umwandlung von Büro- in Wohnungsgebäude und das Bauen in die Höhe begrenzt werden. Eine Ausweitung des Neubaugeschehens auf die an München angrenzenden Landkreise innerhalb der Metropolregion eröffnet neue Möglichkeiten. Seit 2013 gab es in der Planungsregion München mehrere regionalen Wohnbaukonferenzen zur Koordinierung eines gemeinsamen Vorgehens der Stadt München mit den angrenzenden Landkreisen.
Innerhalb der Stadt München erschweren steigende Grundstückspreise sowie höhere technische und ökologische Baukosten den Neubau. Gefordert werden eine Vereinfachung der Bauvorschriften, eine Reduzierung des Stellplatzschlüssels, Maßnahmen gegen Bodenpreisspekulation, mehr städtischer und genossenschaftlicher Wohnungsbau, Werkswohnungsbau und weitere städtebauliche Entwicklungsmaßnahmen.
Wohnungspolitik und Verkehrspolitik in der Metropolregion hängen eng miteinander zusammen. Der Ausbau von Car-Sharing-Modellen für die Stadt München und der Ausbau des Nahverkehrs in das Umland könnten hier Abhilfe für den, auch durch Pendler zunehmenden Straßenverkehr im Stadtgebiet Münchens schaffen.